# Kohei Usui
Kohei Usui (født 16. juli 1979) er en tidligere japansk fodboldspiller.
Han har spillet for flere forskellige klubber i sin karriere, herunder Shonan Bellmare, Yokohama FC, Montedio Yamagata og Tochigi SC.